# 防衛醫科大學校
防衛医科大学校（日语：／ Bouei Ika Daikkou，英語：、簡稱）是日本埼玉县所泽市的防卫省下屬医科大学。主要目的是培养自卫队醫官（軍醫；不含牙科）的教育訓練。学生作为防卫省职员，有学生津贴和一年2次的期末津贴。里面有许多庆应义塾大学医学部和东京大学医学部毕业的教授。
一般毕业后，作为医科干部候补生在干部候补生学校参加为期6周的教育训练，通过医師国家考试后，成为自卫队干部。然后经过2年的初任实践后，在自卫队的医院或部队服役。如在9年之内离开自卫队，需要将学习经费返还给国家。

## 沿革
- 1973年 - 防衛医科大学校设立
- 1975年 - 高等护理学院设立
- 1977年 - 防衛医科大学校医院设立
- 1987年 - 大学院医科研究科设立
- 1996年 - 防衛医学研究中心设立

## 相关机构
- 防衛医科大学校医院
- 防衛医学研究中心
- 高等护理学院